# Scopula indicataria
Scopula indicataria là một loài bướm đêm trong họ Geometridae.